# Gudivada

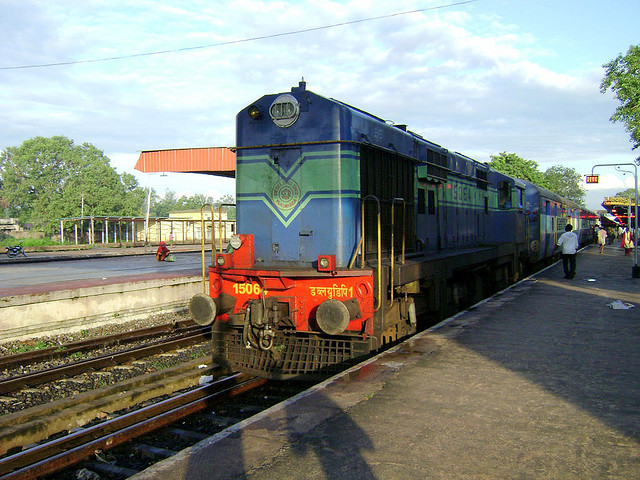
Järnvägsstationen i Gudivada.

Gudivada är en stad i delstaten Andhra Pradesh i Indien, och tillhör distriktet Krishna. Folkmängden uppgick till 118 167 invånare vid folkräkningen 2011.